# Eagle Flight
Eagle Flight ist ein Virtual-Reality-Flugsimulator, welcher von Ubisoft Montreal entwickelt und von Ubisoft erstmals am 18. Oktober 2016 für den Microsoft Store und am 8. November 2016 für Sonys PlayStation 4 portiert wurde. Das Spiel ist ausschließlich über ein Virtual-Reality-Headset mit Controller spielbar. Es war das erste Virtual-Reality-Spiel von Ubisoft.

## Handlung
Eagle Flight spielt 50 Jahre nach dem Aussterben der Menschheit und fokussiert sich auf die Hauptstadt Frankreichs, Paris. Als Adler muss der Spieler die Stadt erkunden und sich zu verschiedenen Sehenswürdigkeiten begeben, um ein Nest zu bauen. So ist nach Ubisoft das Ziel des Spiels, „ein Nest auf dem höchsten Wahrzeichen Paris’ zu errichten und den Himmel zu erobern.“

## Spielprinzip
Der Spieler spielt einen Adler aus der Egoperspektive, den er durch verschiedene Level führen muss. Während er automatisch fliegt, muss der Spieler dabei aufpassen muss, dass er mit keinen Objekten in Berührung kommt. Die Steuerung erfolgt dabei durch Neigen des VR-Headsets. Mithilfe des Controllers kann der Spieler außerdem die Geschwindigkeit des Adlers ändern.
Im postapokalyptischen Paris in naher Zukunft spielend, wird die Hintergrundgeschichte nach und nach vom Erzähler erzählt. Der Einzelspieler-Modus besteht aus fünf Teilen. Jeder Teil hat ein Kapitel, das den Spielern die Aufgabe stellt, Nester auf Sehenswürdigkeiten zu bauen, nachdem sie die konkurrierende Wildtierart besiegt haben, die sie bewacht. Die ersten Kapitel erfordern nur, dass der Spieler das Wahrzeichen erkunden; spätere Kapitel enden normalerweise mit einer Herausforderung, bei der der Spieler zahlreiche Kämpfe gegen Feinde wie Falken, Krähen, Geiern und Fledermäusen gewinnen muss.
Der Adler kann auch Schallwellen nutzen, um seine Feinde zu töten. Neben der Vollendung von Story-Missionen können die Spieler auch die Welt erkunden, Sammlerstücke wie Federn und Fische sammeln und zahlreiche Herausforderungen in der Spielwelt meistern. Die Spieler werden entsprechend ihrer Leistung bei diesen Herausforderungen eingestuft. Wenn der Spieler in ein Gebäude fliegt, wird die Herausforderung neu gestartet.
Das Spiel verfügt auch über einen Capture-the-Flag-Modus. In diesem werden zwei Teams, bestehend aus drei Spielern, beauftragt, eine Kaninchenleiche zu schnappen und zu ihren Nestern zurückzubringen. Teamwork ist wichtig, da die Spieler kooperativ zusammenarbeiten müssen, um ihre Gegner abzuwehren und den Kadaver zurück zu ihrem Nest zu transportieren. In diesem Modus können die Spieler ihre Gegner mit Schallwellen angreifen und sich mit einem temporären Schild verteidigen, der in der Lage ist, Angriffe abzulenken, oder einfach ausweichen bzw. durch enge Räume fliegen, um Angriffen auszuweichen. Das Spiel verfügt auch über den Freiflugmodus, der es den Spielern ermöglicht, die Stadt mit bis zu fünf anderen Spielern zu erkunden.

## Entwicklung
Die Entwicklung des Spiels begann im Oktober 2014, nachdem Teamleiter Olivier Palmieri seine Arbeit an Far Cry 4 abgeschlossen hatte. Zusammen mit mehreren anderen Ubisoft-Mitarbeitern bei Ubisoft Montreal stellte er den Prototyp des Spiels der Ubisoft-eigenen Ideenfindungsplattform „Fun House Division“ auf der Electronic Entertainment Expo 2015 und der Gamescom 2015 vor. Das Projekt erhielt genügend Aufmerksamkeit, dass es offiziell gestartet wurde.
Der erste Prototyp hieß ursprünglich Inside Notre Dame und sollte auf die Notre-Dame de Paris beschränkt sein, wurde jedoch später auf ganz Paris ausgedehnt. Laut Patrick Plourde von Fun House wählte das Team Paris als Spielort, da die meisten Teammitglieder aus der Stadt kamen und die komplexen und komplizierten Straßenanlagen von Paris es dem Team ermöglichten, ein vielfältigeres Flugerlebnis zu schaffen. Das Team hat es absichtlich vermieden, Science Fiction zu verwenden, da die Umgebung sonst überfüllt gewesen sei.
Laut Palmieri war die wichtigste Designphilosophie hinter dem Spiel, dass es komfortabel, intuitiv und zugänglich sein sollte. Um mehr über Bewegungskrankheiten zu erfahren, las das Team die Dokumente der NASA über stroboskopische Behandlungen sowie Informationen über den vestibulookulären Reflex. Das Team entschied sich später, die Kopfbewegung als primäre Steuerung des Spiels zu verwenden. Trotz anfänglicher Bedenken, dass die Kopfbewegung eine sehr ungeschickte Art und Weise wäre, den Charakter zu kontrollieren, waren sie nach umfangreichen Spieletests von der Präzision beeindruckt, wobei Palmieri sagte, dass die Ergebnisse „ihre Erwartungen übertroffen haben“. Das Team war der Meinung, dass die Head-Tracking-Kontrolle eine der einfachsten und zugänglichsten Möglichkeiten für Nicht-Computerspieler ist, das Spiel zu genießen, da die Fähigkeit Kopfbewegungen zu machen angeboren ist und ein Spieler seine Arme nicht bewegen oder lernen muss, wie man einen traditionellen Controller benutzt. Darüber hinaus ist diese Methode der Kontrolle wegen seiner engen Nähe zum Gehirn die direkteste und natürlichste.
Das Team experimentierte mit zahlreichen Methoden, um zu verhindern, dass Spieler während des Spiels an Bewegungskrankheit leiden. Sie entdeckten schließlich, dass der Schnabel des Adlers sie daran hinderte, sich übel zu fühlen, da er ein fester Bezugspunkt ist, der es den Spielern ermöglicht, ihre Perspektive zu fixieren. Das Team untersuchte auch die Ursachen der Bewegungskrankheit und kam zu dem Schluss, dass ein eingeschränktes peripheres Sehen durch ein dynamisches Sehblockiersystem ebenfalls zur Lösung des Problems beitragen kann. Um sicherzustellen, dass sich das Gehirn nicht unwohl fühlt, versuchte das Team, ein einheitliches Erlebnis zu schaffen, um sicherzustellen, dass es nicht zu Situationen des Sehens, aber nicht des Fühlens von Bewegung kommt. Das Team programmierte deshalb das Spiel so, dass der Bildschirm sofort schwarz wird, wenn der Spieler mit anderen Objekten kollidiert.
Inon Zur, die zuvor an den Original-Soundtracks von Dragon Age: Origins und Fallout 4 mitgearbeitet hatte, diente als Komponist des Spiels. Zur's Soundtrack wurde als „schwebend und aufmunternd“ beschrieben. Neben der Verwendung eines Orchesters für die Aufführung der Musik benutzte Zur auch primitive Klänge und hochfrequentierte Vokalmusik, um eines der Themen des Spiels weiter zu verstärken: die Schönheit der Natur.
Das Spiel wurde offiziell auf der PlayStation Experience 2016 von Sony Interactive Entertainment vorgestellt. Das Spiel wurde für die Oculus Rift am 18. Oktober 2016 sowie für PlayStation VR und HTC Vive am 8. November bzw. 20. Dezember 2016 veröffentlicht. Es war das erste Virtual-Reality-Spiel, das Ubisoft veröffentlicht hat.

## Rezeption
Das Spiel erhielt größtenteils durchweg solides Feedback. Auf Metacritic hält die PC-Version einen Score von 74/100 Punkten und die PlayStation-4-Version einen Score von 73/100. So wurden zum Beispiel das einfache Konzept, der Soundtrack und die „große Spielwelt“ gelobt. Kritisiert wurde jedoch die „manchmal fehlende Übersicht“.